# Antje Heimsoeth

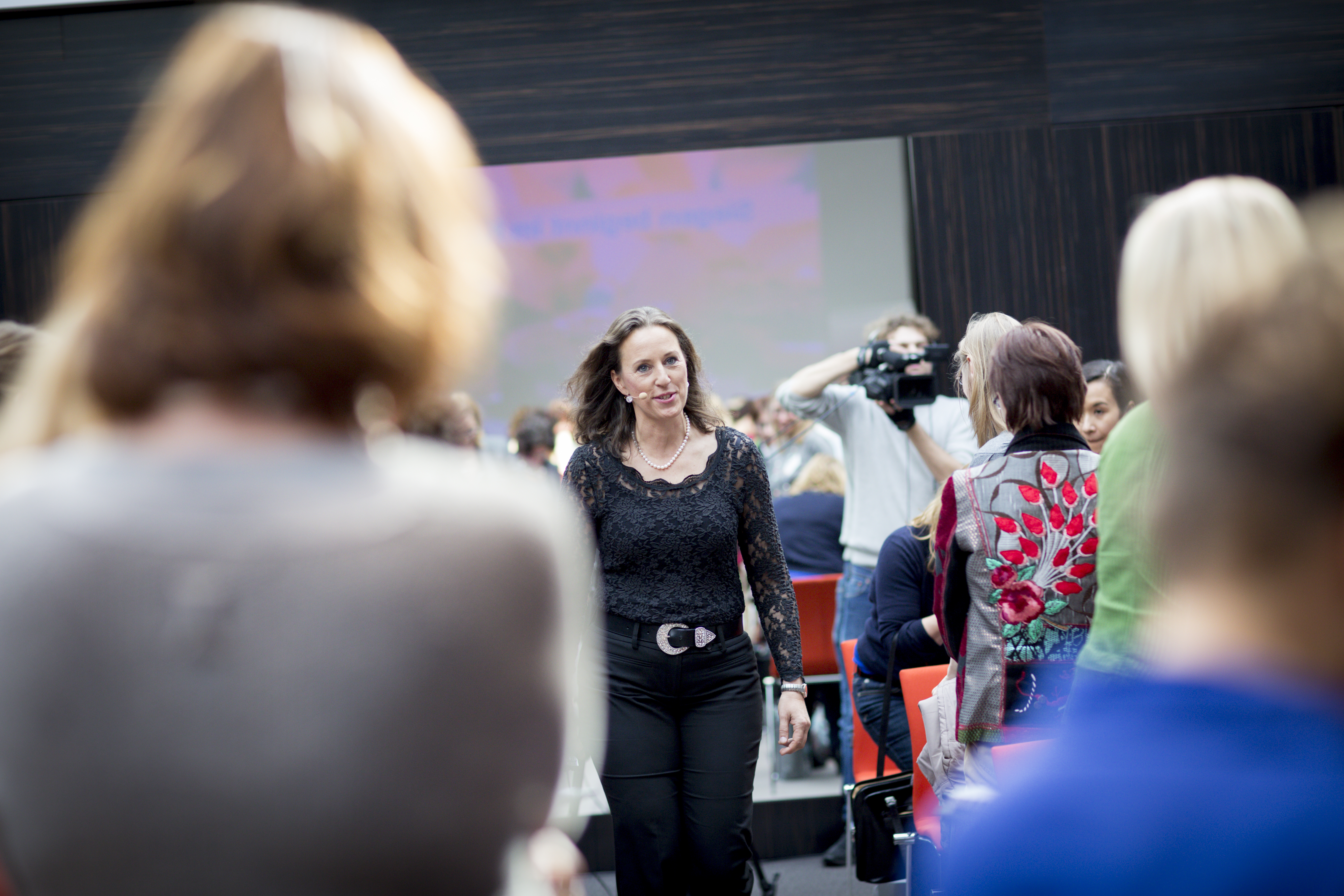
Antje Heimsoeth

Antje Heimsoeth (* 12. Dezember 1964 in München) ist eine deutsche Sachbuchautorin, Rednerin und Motivationstrainerin.

## Leben und Wirken
Antje Heimsoeth studierte Geodäsie in München und arbeitete nach dem Studienabschluss 1990 bis 2003 als Vermessungsingenieurin. Sie gründete 2003 die SportNLPAcademy (heute: Heimsoeth Academy) in Rosenheim, ein Lehr- und Coachinginstitut mit dem Schwerpunkt Aus- und Weiterbildung in den Bereichen Gesundheits-, Sport-, Team- und Stresscoaching.

## Werke (Auswahl)

### Monographien
- Sportmentaltraining; Mit einem Vorwort von Oliver Kahn. pietsch, Stuttgart 2015, ISBN 978-3-613-50803-3.
- Chefsache Kopf. Mit mentaler und emotionaler Stärke zu mehr Führungskompetenz. Springer Gabler, Heidelberg 2015, ISBN 978-3-658-05774-9.
- Siegen beginnt im Kopf. Profiler’s Publishing, Bielefeld 2015, ISBN 978-3-945112-25-0.
- Golf mental: Erfolg durch Selbstmanagement. pietsch, Stuttgart 2014, ISBN 978-3-613-50772-2.
- Mein Kind kann’s: Mentaltraining für Schule, Sport und Freizeit. pietsch, Stuttgart 2013, ISBN 978-3-613-50716-6.
- Mental-Training für Reiter. Müller Rüschlikon, Stuttgart 2008, ISBN 978-3-275-01640-2.
- Vertrauen entscheidet: Die vergessene Basis der Führung. Haufe, Freiburg 2019, ISBN 978-3-648-12890-9
- Kopf gewinnt: Der Weg zu mentaler und emotionaler Führungsstärke. Springer Gabler, Heidelberg 2018, ISBN 978-3-658-16653-3
- Mentale Stärke: Was wir von Spitzensportlern lernen können. C.H.Beck 2017, ISBN 978-3-406-70834-3
- Persönlichkeit verkauft: Mentale Stärke und Motivation im Verkauf. C.H.Beck 2018. ISBN 978-3-406-72714-6

### Buchbeiträge
- Mentale und emotionale Stärke für den Berufseinstieg. In: P. Speck, D. Brauner (Hrsg.): Berufsziel Ingenieur/Wirtschaftsingenieur. Wissenschaft & Praxis, Sternenfels 2016, ISBN 978-3-89673-710-6.
- Führen durch mentale und emotionale Stärke. In: M. Bandt (Hrsg.): Sinnstifter – Führen heißt Freiräume schaffen. BISW, Krefeld 2015, ISBN 978-3-9816853-3-6.
- Siegen beginnt im Kopf. In: S. Grieger-Langer (Hrsg.): Die 7 Säulen der Macht reloaded 2: 7 Speaker – 7 Schlüssel zum Erfolg. Profiler’s Publishing, Bielefeld 2014, ISBN 978-3-945112-03-8.
- Love it – Leave it – Change it. In: P. Buchenau (Hrsg.): Chefsache Prävention I. Wie Prävention zum unternehmerischen Erfolgsfaktor wird. Springer Gabler, Heidelberg 2014, ISBN 978-3-658-03611-9.